# Epitola rileyi
Epitola rileyi är en fjärilsart som beskrevs av Audeoud 1936. Epitola rileyi ingår i släktet Epitola och familjen juvelvingar. Inga underarter finns listade i Catalogue of Life.